# Jan Sardi
Jan Sardi AO (* im 20. Jahrhundert) ist ein australischer Drehbuchautor.

## Leben
Sardi ist seit 1983 als Autor für Film und Fernsehen tätig. Bei der Oscarverleihung 1997 war er gemeinsam mit Scott Hicks für die Arbeit an Shine – Der Weg ins Licht für den Oscar in der Kategorie  Bestes Originaldrehbuch nominiert. Die Australian Writers’ Guild zeichnete ihn 1996 mit dem Awgie Award aus. Hinzu kam unter anderem je eine Nominierung bei den Golden Globe Awards und den British Academy Film Awards.
2004 gab er mit Eine italienische Hochzeit sein Regiedebüt, dem bislang (Stand März 2020) keine weiteren Regiearbeiten folgten.

## Filmografie (Auswahl)
- 1984: Street Hero
- 1987: Kreis der Angst (Ground Zero)
- 1990: Breakaway
- 1996: Shine – Der Weg ins Licht (Shine)
- 2004: Eine italienische Hochzeit (Love’s Brother)
- 2004: Wie ein einziger Tag (The Notebook)
- 2009: Maos letzter Tänzer (Mao’s Last Dancer)
- 2015: The Secret River (Miniserie)
- 2016: The Journey Is the Destination